# Nizozemská Brazílie
Nizozemská Brazílie (Nederlands-Brazilië) nebo také Nové Holandsko (Nieuw-Holland) byla krátce existující kolonie Spojených provincií nizozemských na východním pobřeží Jižní Ameriky.
V 16. století bylo pro Portugalsko významným zdrojem příjmů pěstování cukrové třtiny v jejich brazilských državách. Nizozemsko se po získání nezávislosti snažilo stát velmocí a vyhlásilo program Groot desseyn, kterým chtělo připravit Španěly a Portugalce (kteří roku 1580 vytvořili Iberskou unii) o jejich zámořská území. Roku 1602 začaly útoky nizozemských lodí na brazilské pobřeží, roku 1621 byla založena Nizozemská západoindická společnost. V letech 1624-1625 Nizozemci nakrátko ovládli Salvador.
16. února 1630 nizozemská flotila dobyla Olindu a v březnu téhož roku Recife, které se pod názvem Mauritsstad stalo hlavním městem nové kolonie, jejíž území se postupně rozšířilo na značnou část brazilského severovýchodu. Roku 1637 se stal guvernérem Jan Mořic Nasavsko-Siegenský, který zval do země prominentní intelektuály, investoval do veřejných staveb, vyslal také Hendrika Brouwera na výpravu do Chile, kde měl založit další osady. V roce 1641 obsadili Nizozemci Angolu, odkud přiváželi otroky na třtinové plantáže. Významnou skupinou mezi nizozemskými osadníky byli židé, pro které byla v Mauritsstadu zřízena roku 1636 první synagoga na americkém kontinentu Kahal Zur Israel.
Vnitřní krize neumožňovala mateřské zemi okupanty z Brazílie vyhnat, ale proti Nizozemcům, kteří násilně zaváděli protestantismus, povstali roku 1645 katoličtí starousedlíci, které vedli André Vidal de Negreiros a černoch Henrique Dias. Postavení kolonizátorů zhoršilo i odvolání schopného guvernéra Nassau-Siegena pro neshody s vedením západoindické společnosti. Roku 1648 guvernér Rio de Janeira Salvador de Sá znovu dobyl Angolu a přerušil tak dovoz otroků, nutný pro prosperitu kolonie. Roku 1649 porazili povstalci Nizozemce v rozhodující dvojici bitev u Guarapes a 28. ledna 1654 se obležený Mauritsstad definitivně vzdal. V roce 1661 byl podepsán Haagský mír, kterým Nizozemsko oficiálně uznalo portugalskou nadvládu nad celou Brazílií. Úspěšná obrana země, vedená představiteli různých ras, je pokládána za počátek moderního brazilského národa. Památkou na přítomnost Nizozemců je množství nizozemsko-indiánských míšenců, kteří se i po staletích hlásí ke svému původu.
V Brazílii se období nizozemské kolonizace nazývá Tempo dos Flamengos (čas Vlámů).